# تحریم کسب‌وکارهای یهودی در آلمان نازی
بایکوت کسب‌وکارهای یهودی در آلمان نازی (به آلمانی: Judenboykott) در آلمان از یکم آوریل ۱۹۳۳ آغاز شد، و ادعا می‌شد که واکنشی دفاعی در برابر بایکوت ضدنازی بود، که در مارس ۱۹۳۳ آغاز شده بود. این امر عمدتاً ناموفق بود، زیرا جمعیت آلمان همچنان به استفاده از مشاغل یهودی ادامه می‌داد، اما هدف نازی‌ها را برای تضعیف دوام یهودیان در آلمان فاش کرد.
این بایکوت اقدامی دولتی و اولیه علیه یهودیان آلمان توسط دولت جدید ناسیونال سوسیالیست بود که در «راه حل نهایی» به اوج خود رسید. این کارزار شامل آزار و اذیت، دستگیری، غارت سیستماتیک ، انتقال اجباری مالکیت به فعالان حزب نازی (تحت مدیریت اتاق بازرگانی) و در نهایت قتل صاحبان مشاغل یهودی توسط دولت بود. تنها در برلین ۵۰ هزار کسب‌وکار متعلق به یهودیان وجود داشت.

## بایکوت‌های اولیه
یهودستیزی در آلمان پس از جنگ جهانی اول به‌طور فزاینده ای فراگیر شد و بیشترین شیوع آن در دانشگاه‌ها بود. تا سال ۱۹۲۱، اتحادیه دانشجویی آلمان دویچر هوخشولرینگ یهودیان را از عضویت منع شد. از آنجا که این ممنوعیت برپایه نژاد بود، شامل یهودیانی نیز می‌شد که به مسیحیت گرویده بودند. این طرح با اعتراض دولت روبرو شد، و به همه‌پرسی‌ای منجر شد که در آن ۷۶ درصد از دانشجویان به ممنوعیت رای مثبت دادند.
در همان هنگام، روزنامه‌های نازی آغاز به تحریک تحریم کسب‌وکارهای یهودی کردند و تحریم‌های ضدیهودی با اقدام احزاب راست‌گرای آلمان به بستن درهای خود به روی یهودیان، یکی از ویژگی‌های مشخص سیاست‌های محلی در آلمان در دهه ۱۹۲۰ شدند.
از ۱۹۳۱ تا ۱۹۳۲، اوباش قهوه‌ای‌پوش به شکل فیزیکی از ورود مشتریان به مغازه‌های یهودی جلوگیری می‌کردند، پنجره‌ها به‌طور سیستماتیک شکسته و صاحبان مغازه‌های یهودی را تهدید می‌کردند. در فصل تعطیلات کریسمس سال ۱۹۳۲، دفتر مرکزی حزب نازی بایکوت سراسری را ترتیب داد. علاوه بر این، کسب‌وکارهای آلمانی، به ویژه سازمان‌های بزرگی مانند بانک‌ها، شرکت‌های بیمه و شرکت‌های صنعتی مانند زیمنس، به‌طور فزاینده‌ای از استخدام یهودیان خودداری کردند. بسیاری از هتل‌ها، رستوران‌ها و کافه‌ها ورود یهودیان را منع کردند و جزیره تفریحی برکوم اقامت یهودیان را در هر جای جزیره ممنوع کرد. چنین رفتاری در اروپای پیش از جنگ معمول بود؛ اما در آلمان، به اوج‌های جدیدی رسید.

## بایکوت‌های ضدنازی ۱۹۳۳

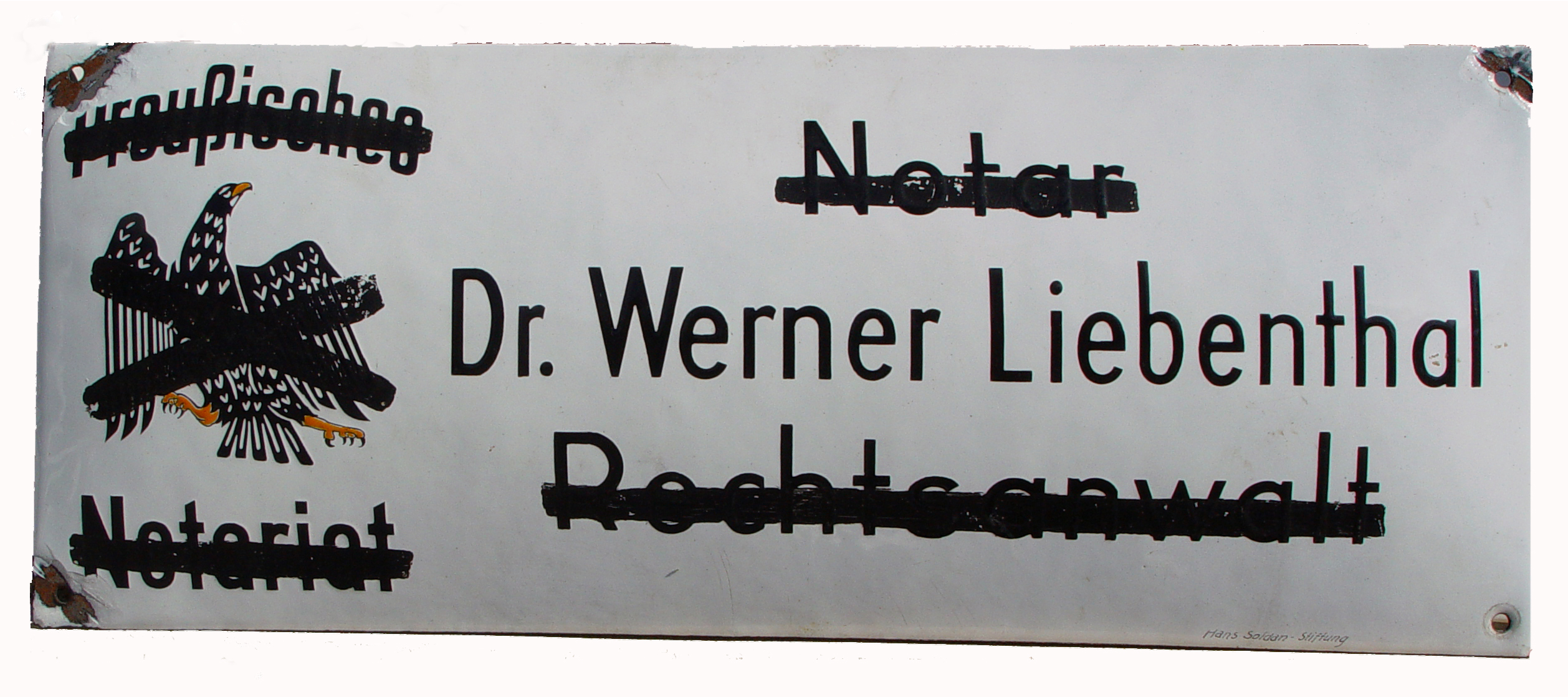
نیم پلیت دکتر ورنر لیبنتال، سردفتر اسناد رسمی و وکیل دادگستری. پلاک در بیرون دفتر وی در خیابان مارتین لوتر، محله شونبرگ، در برلین، آویخته شده بود. در ۱۹۳۳، به دنبال «قانون احیای خدمات مدنی تخصصی»، پلاک توسط نازی‌ها با رنگ سیاه پوشانده شد.

بایکوت ضدنازی که در مارس ۱۹۳۳ آغاز شد بایکوتی از محصولات نازی توسط منتقدان خارجی حزب نازی در پاسخ به یهودستیزی در آلمان پس از ظهور آدولف هیتلر و انتصاب وی به عنوان صدراعظم آلمان در ۳۰ ژانویه ۱۹۳۳ بود. کسانی که در ایالات متحده، بریتانیا و سایر نقاط جهان مخالف سیاست‌های هیتلر بودند، بایکوت و تظاهرات همراه با آن را ترتیب دادند تا آلمان نازی را ترغیب کنند به اقدامات ضدیهودی خود پایان دهد.

## بایکوت ملی

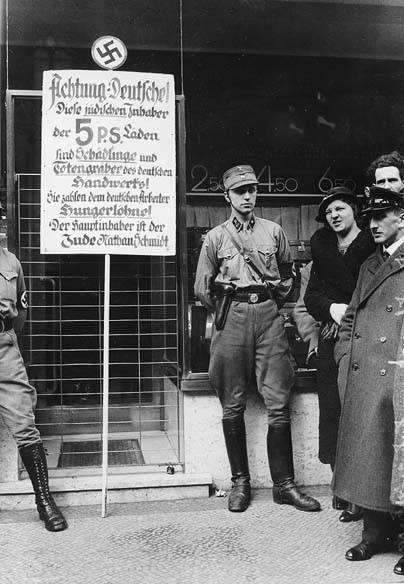
اعضای اس‌آ در حال بایکوت یهودیان، ۱ آوریل ۱۹۳۳

در مارس ۱۹۳۳، نازی‌ها تعداد زیادی کرسی در پارلمان آلمان، رایشتاگ، به دست آوردند. به دنبال این پیروزی، و تا حدودی در واکنش به تحریم خارجی علیه نازی‌ها در سال ۱۹۳۳، خشونت گسترده و اوباشگری علیه کسب‌وکارها و افراد یهودی شکل گرفت. به شکل فیزیکی از رسیدن وکیلان و قاضیان یهودی به درون ساختمان دادگاه‌ها جلوگیری شد. در برخی موارد اس‌آ به شکل خودجوش دست به ایجاد اردوگاه‌های کار اجباری برای یهودیان ضدنازی کرد.
یوزف گوبلز، که وزارت تبلیغات و روشنگری عمومی نازی را تأسیس کرد، در ۳۱ مارس ۱۹۳۳ به روزنامه حزب نازی گفت که «یهودیت جهانی» اعتبار مردم آلمان را از میان برده‌است و خواستار آن شد تا این بایکوت تبدیل به اقدامی ضدیهودی شود.
در یکم آوریل ۱۹۳۳، نازی‌ها نخستین اقدام برنامه‌ریزی شده در سرتاسر کشور را علیه یهودیان انجام دادند: بایکوت یک روزهٔ کسب‌وکارها و متخصصان یهودی، در پاسخ به تحریم کالاهای آلمانی از سوی یهودیان.
در روز تحریم، اس‌آ با حالت تهدیدآمیز در برابر فروشگاه‌های بزرگ متعلق به یهودیان و موسسات خرده‌فروشی و دفاتر حرفه‌ای، همانند پزشکان و وکیلان، ایستاد. وزارت تبلیغات می‌خواست متخلفان از این بایکوت را دستگیر کند و به دنبال آن بود تا آن دسته از شهروندان آلمانی را که بیانیه را نادیده گرفته و به استفاده از فروشگاه‌ها و خدمات یهودی ادامه دادند در برابر دیگر شهروندان آلمانی شرمنده سازد. ستاره داوود با شعارهایی یهودستیزانه به رنگ زرد و سیاه بر روی هزاران در و پنجره نقاشی شد. تابلوهایی نوشته شده بود که «از یهودیان خرید نکنید!» (به آلمانی:Kauf nicht bei Juden!)، «یهودیان بدبختی ما هستند!» (Die Juden sind unser Unglück!) و «به فلسطین برو!» (Geh nach Palästina!). در سراسر آلمان اقدامات خشونت‌آمیز علیه افراد یهودی و اموال آن‌ها رخ دادند.
بایکوت توسط بسیاری از آلمانی ا که در طول روز به خرید در فروشگاه‌های متعلق به یهودیان ادامه می‌دادند، نادیده گرفته شد. اگرچه این آغاز کارزاری سراسری علیه یهودیان بود، اما در واقع تحریم برای نازی‌ها موفقیت‌آمیز نبود و پس از یک روز به دلیل تأثیر منفی که بر اقتصاد داشت، کنار گذاشته شد

## تأثیر بین‌المللی
بایکوت نازی‌ها بایکوت‌های مشابهی را در کشورهای دیگر پدیدآورد. در لهستان، اعضای حزب ناسیونال دموکرات (که توسط رومن دمووسکی تأسیس شده بود) بایکوت کسب‌وکارهای یهودیان را در سراسر کشور ترتیب داد.
در کبک، ملی‌گرایان فرانسوی-کانادایی بایکوت یهودیان را در دهه ۱۹۳۰ سازمان دادند.
در ایالات متحده، هواداران نازی همچون کشیش چارلز کافلین (مهاجری از کانادا) برای بایکوت مشاغل یهودی دست به تحریک می‌زدند. برنامه رادیویی کافلین ده‌ها میلیون شنونده را به خود جلب کرد و هواداران وی کارزارهای «از مسیحیان خرید کنید» را ترتیب داده و به یهودیان حمله کردند. همچنین، دانشگاه‌های آیوی لیگ سقف تعداد یهودیان مجاز به پذیرش را پایین آوردند.
در اتریش، سازمانی به نام آنتی‌سِمیتن‌بوند از سال ۱۹۱۹ علیه حقوق مدنی یهودیان مبارزات انتخاباتی انجام داده بود. الهام‌بخش این سازمان کارل لوگر، شهردار نامدار یهودستیز آغاز قرن در وین، بود که الهام‌بخش هیتلر نیز به‌شمار می‌رفت و از هواداران بایکوت کسب‌وکارهای یهودی بود. مبارزه اتریشی‌ها با کسب‌وکارهای یهودی اغلب در حوالی کریسمس تشدید می‌شد و از سال ۱۹۳۲ به بعد صورت گرفت. همانند آلمان، نازی‌ها برای جلوگیری از استفاده خریداران از فروشگاه‌های یهودیان، در جلوی آن‌ها جمع می‌شدند.
در مجارستان، دولت قوانینی را تصویب کرد که فعالیت اقتصادی یهودیان را از سال ۱۹۳۸ به بعد محدود می‌کرد. آغاز تحریک به بایکوت‌ها به اواسط سده نوزدهم برمی‌گشت که در آن یهودیان مجارستانی از حقوق برابر برخوردار شدند.

## رویدادهای متعاقب
عملیات بایکوت ملی آغاز کارزاری سراسری توسط حزب نازی علیه کل جمعیت یهودی آلمان بود.
یک هفته بعد، در ۷ آوریل ۱۹۳۳، قانون احیای خدمات مدنی حرفه‌ای تصویب شد که اشتغال در خدمات کشوری را به «آریایی‌ها» محدود می‌کرد. این بدان معنا بود که یهودیان نمی‌توانستند به عنوان آموزگار، استاد، قاضی یا در سایر مناصب دولتی خدمت کنند. بیشتر کارمندان یهودی دولت، از جمله آموزگاران در مدرسه‌های دولتی و دانشگاه‌ها، اخراج شدند، و اندک زمانی پس از آن نیز نوبت پزشکان شد. با این حال، یهودیانی که کهنه‌سرباز بودند شامل اخراج از کار یا تبعیض نشدند (حدود ۳۵٬۰۰۰ یهودی آلمانی در جنگ جهانی اول کشته شدند). در سال ۱۹۳۵، نازی‌ها قوانین نورنبرگ را تصویب کردند و تابعیت آلمانی را از همه یهودیان، صرف نظر از محل تولدشان، گرفتند. همچنین، سهمیه یهودیان برای تعداد مجاز به حضور در دانشگاه‌ها ۱ درصد تعیین شد. در اصلاحیه یخش ۳ قانون، منتشر شده در ۱۱ آوریل، مبنی بر اینکه همه غیرآریایی‌ها باید از خدمات کشوری «بازنشسته» شوند، آمده بود: «شخصی غیرآریایی محسوب می‌شود که از نوادگان غیرآریایی‌ها باشد، به ویژه از پدر و مادر یا پدربزرگ و مادربزرگ یهودی. اگر یکی از والدین یا پدربزرگ و مادربزرگ غیرآریایی باشد کافی است. این امر باید به ویژه هنگامی که یکی از والدین یا پدربزرگ و مادربزرگ از دین یهود بوده باشد، فرض شود.»
کتاب‌های «یهودی» در مراسمی مفصل در آتش سوزانده شدند و قوانین نورنبرگ به تعریف این پرداختند که چه کسی یهودی به‌شمار می‌رفت یا غیریهودی. کسب‌وکارهای متعلق به یهودیان به تدریج «آریایی‌سازی» شدند و ناچار به فروش کسب‌وکار خود به آلمانی‌های غیریهودی شدند.
پس از تهاجم به لهستان در سال ۱۹۳۹، اشغالگران نازی یهودیان را ناچار به گتونشینی کرده و آن‌ها را از زندگی اجتماعی به کل منع ساختند. با ادامه جنگ جهانی دوم، نازی‌ها به نسل‌کشی روی آوردند، که به آنچه اکنون به عنوان هولوکاست شناخته می‌شود منجر شد.